# Forda sichangensis
Forda sichangensis är en insektsart. Forda sichangensis ingår i släktet Forda och familjen långrörsbladlöss. Inga underarter finns listade i Catalogue of Life.